# Des Alters erste Spuren
Des Alters erste Spuren è un film muto del 1913 scritto e diretto da Franz Hofer. È conosciuto anche con il titolo Der Wurm des Alters.

## Produzione
Il film fu prodotto dalla Luna-Film (Berlin).

## Distribuzione
Uscì con il visto di censura del gennaio 1913, distribuito nelle sale tedesche il 14 febbraio di quell'anno.